# レイチェルアレクサンドラ
レイチェルアレクサンドラ (英: Rachel Alexandra) は、アメリカ合衆国で生産された競走馬。レイチェルアレキサンドラと表記される場合もある。

## 経歴

### 2008年
5月にチャーチルダウンズ競馬場で競走馬デビュー戦を迎え、以降しばらく主戦騎手として騎乗するブライアン・ヘルナンデス・ジュニアを鞍上に出走したが6着、続くデビュー2戦目で初勝利を挙げた。初勝利後は重賞競走初挑戦となるデビュータントステークス (G3) に出走したがガーデンディストリクトに半馬身差で敗れて2着だった。その後は休養を挟み10月に一般競走を制して2勝目を挙げ、続くポカホンタスステークス (G3) でサラルイスに敗れて2着となった。しかし次走のゴールデンロッドステークス (G2) からはカルヴィン・ボレルに乗り替わり、前走で敗れていたサラルイスに4.3/4馬身差をつけてレコードタイムで勝利し、重賞競走初勝利を挙げた。以降ボレルが主戦騎手として騎乗することになった。

### 2009年
2月に3歳となっての初戦のマーサワシントンステークス（一般競走）をレコードタイムで制し、さらに3月のフェアグラウンズオークス (G2) と4月のファンタジーステークス (G2) も制し、前年から4連勝を達成した。
そして迎えたG1競走初挑戦となった5月のケンタッキーオークスは、2008年エクリプス賞最優秀2歳牝馬のスターダムバウンドがレース前に回避を表明し、さらに他に目立った成績を残した馬もおらず圧倒的な1番人気に支持された。そしてレースでは、スタートから2番手で道中を進め、最後の直線で先頭に立ち、そこからさらに後続馬を突き放し、2着となったストーンレガシーに同競走史上最大着差となる20馬身1/4差をつけて勝利し、5連勝でG1競走初勝利を挙げた。
その後、ストーンストリートステーブルとハロルド・T・マコーミックのパートナーシップへ300万ドルから400万ドル、あるいは1000万ドルともいわれる金額でトレードされ、トレードに伴い5月6日でスティーヴン・アスムッセン厩舎に転厩。オークスの圧勝劇で、陣営は牡馬二冠目となるプリークネスステークスへの出走を示唆。ケンタッキーダービー馬のマインザットバードとの鞍上の兼ね合いも注目されたが、引き続きボレル騎手で出走することとなった。レースでは果敢にハナを奪うと、終始先頭を走り直線に入ってもなお脚色が衰えず、結局そのまま先頭で押し切り勝利。2着には後方から追い込んできたマインザットバードが入った。この勝利で、1924年のネリーモス以来85年ぶり、史上5頭目の牝馬によるプリークネスステークス勝利という快挙を達成した。
続いて二冠目を目指してベルモントステークスへ出走するというプランもあったが、ニューヨーク牝馬三冠の第二戦となるマザーグースステークスに出走した。同馬が出走予定とあって、当日の出走馬はわずかに3頭となり、対戦相手2頭は重賞での実績もなく、レース内容はレイチェルアレクサンドラが後続に19.1/4馬身差をつけ完勝した。大差が付き直線半ばで追うのを止めたにもかかわらず1994年のレークウェイが記録した1:46.40を更新する1:46.33のレコードタイム、1975年にラフィアンが記録した13.1/2馬身を超える最大着差であった。
この後は再び3歳牡馬相手となるGI競走ハスケルインビテーショナルステークスに出走、道中は2,3番手を進み先頭に立つと2着のベルモントステークス馬サマーバードに6馬身差を付け優勝した。同競走の牝馬の優勝は1995年のセレナーズソング以来である。
この勝利をステップに夏期の3歳馬最高峰レースであるGI競走トラヴァーズステークスへの参戦が検討されたが、同オーナーかつ同厩舎のケンセイの参戦を優先して回避。古馬牡馬との初対戦となるGI競走ウッドワードステークスへの出走を選択した。ニューヨーク競馬協会はこれを受けて、同レースの賞金を25万ドル増額の75万ドルとした。レースではスタートからハナを奪い、マッチョアゲインの追撃をアタマ差抑え逃げ切り、G1競走5連勝を達成した。同レースにおける牝馬の優勝は史上初。また、1973年のグレード制導入以降、ニューヨーク州で開催されたダートGI競走で3歳牝馬が古馬牡馬を制したのも初めてである。ウッドワードステークス後、オーナーサイドから、冬から休みなく走り続けてきたためこのレースが2009年最後の出走になるだろう旨と、2010年の現役続行が表明された。
なお、2009年のブリーダーズカップ・ワールド・サラブレッド・チャンピオンシップ参戦については、開催されるサンタアニタパーク競馬場がオールウェザー馬場であり、オーナーの「化学合成物質を使用するオールウェザー馬場は競走馬の健康に悪影響を与える」という信念から早々に回避の意向が示された。2008年のブリーダーズカップ・レディーズクラシック優勝馬で、エクリプス賞最優秀古牝馬受賞・キャリア無敗のゼニヤッタとの対戦も期待されたが、オーナーサイドは西海岸のオールウェザー馬場でのレースを主戦場とするゼニヤッタ陣営に対し、「対戦したいなら、自ら西海岸のオールウェザー馬場を離れるべき」とした。また2009年のブリーダーズカップ・クラシックをゼニヤッタが優勝した後には、ゼニヤッタ陣営に対しダート、または芝コースでの対戦を申し入れたが、この時点ではゼニヤッタが引退することが決定していたため、この申し出は辞退された。
2010年1月18日に、2009年度のエクリプス賞年度代表馬および最優秀3歳牝馬に選出されたことが発表された。注目されたゼニヤッタとの年度代表馬争いでは、有効投票232票のうち56%にあたる130票を獲得し、99票のゼニヤッタを上回った。

### 2010年
2010年1月にゼニヤッタが引退を撤回し現役続行を表明したため、再度両馬の対戦が期待された。ゼニヤッタの現役続行を受け、オークローンパーク競馬場は自場で開催されるダートの牝馬限定GI競走アップルブロッサムハンデキャップを1年限りの「アップルブロッサム招待」としてレイチェルとゼニヤッタの対戦の舞台として提供するプランを発表。ハンデキャップ戦を定量戦に変更し距離も0.5ハロン延長の上、両馬がともに出走したときに限り賞金総額を10倍にするとした。このプランに対しゼニヤッタ陣営は快諾したが、レイチェル陣営は調整の遅れを理由に一旦は回避の意向を示すものの、オークローンパーク競馬場がレースの施行日を1週間遅らせるというレイチェル陣営への配慮を示したことでレイチェル陣営も出走を決断した。
ゼニヤッタとの対決へ向けた2010年の緒戦として陣営はレイチェルを3月13日の準重賞レディースステークスに出走させたが、このレースでザルダナの2着に敗退し、連勝は9でストップした。この敗戦を受けて陣営はアップルブロッサム招待の回避を決定し、ゼニヤッタとの対決は実現しなかった。そのアップルブロッサム招待はゼニヤッタが優勝し、無敗の連勝記録を16に伸ばした。
立て直しを図って4月30日のラトロワンヌステークス (当時G2) に出走し、単勝1.2倍の圧倒的1番人気に推されたが、アンリヴェールドベルのアタマ差の2着に敗れた。
ブリーダーズカップを目指しての再起を図り、6月12日のレース出走を目指して調教が続けられた。この日に開催されるレースのうち、チャーチルダウンズ競馬場のスティーブンフォスターハンデキャップ (G1) 、フラデリハンデキャップ (G2) 、ベルモントパーク競馬場のオグデンフィップスハンデキャップ (G1) 、デラウェアパーク競馬場のオービアステークス (G3) の4レースを睨んでいたが、レース3日前の6月9日にフラデリハンデキャップへの出走が決定された。フラデリハンデキャップでは単勝1.1倍の圧倒的1番人気に支持され、レースでは2着馬に10.1/2馬身差をつける圧勝劇を演じた。
2010年7月1日、陣営は次走を7月24日にモンマスパーク競馬場で開催される非重賞レディーズシークレットステークスとすることを発表した。これを受けてモンマスパーク競馬場は、レイチェルが出走したときに限り賞金総額を15万ドルから40万ドルに増額することを発表した。一方ニューヨーク競馬協会は、8月1日にサラトガ競馬場で開催される牝馬限定のG1競走ラフィアンハンデキャップに出走しないことに対し、困惑と落胆のコメントを述べた。迎えたレディーズシークレットステークスでは2着馬に3馬身差をつけ勝利し、格の違いを見せ付けた。
この後、8月29日のパーソナルエンスンステークス (G1) に出走し、この年初めてとなるG1への出走および6連勝中のライフアットテンとの対決が注目を集めたが、伏兵パーシステントリーの2着に敗れた。その後も調教が続けられたが、故障などはないものの一向に調子が上がらないことを理由に、9月28日に現役引退が発表された。
レイチェルの2010年の不振と引退について、前管理調教師のウィギンスは
- 2009年の素晴らしいパフォーマンスにより心身ともに疲労が蓄積され、休養しても元の状態に戻すのが難しかったこと。
- そのような状態で、アップルブラッサム招待でのゼニヤッタとの対決に向け仕上げを急ぎすぎたこと。

を指摘している。また、パーソナルエンスンステークスでは2着に敗れたとはいえ、ライフアットテンには10馬身差をつけていたことから、クラシックでなくともブリーダーズカップには出るべきであり、引退のタイミングとしては奇妙だとも語った。

### 引退後
引退後は馬主が所有するストーンストリートファームで繁殖牝馬となった。2012年にジェスズドリーム（Jess's Dream）と名付けられる牡馬（父カーリン）を出産。2013年にはレイチェルズヴァレンティーナ（Rachel's Valentina）と名付けられる牝馬（父バーナーディニ）を出産した。ところが、2番仔出産の際に小結腸を損傷し、一時重体となる重傷を負ってしまう。出産翌日の2月13日に手術が行われ、3月26日に退院。その後は種付けが可能な状態に回復していたものの、馬主の意向で交配は行われなかった。レイチェルズヴァレンティーナはスピナウェイステークスを勝利してG1馬となった。ブリーダーズカップ・ジュヴェナイルフィリーズでは2着に入り、2015年のエクリプス賞最優秀2歳牝馬部門の最終候補となっている。一方、ジェスズドリームは1戦1勝で引退し、フロリダ州で種牡馬入りした。2016年にアメリカ競馬名誉の殿堂博物館に殿堂入りした
。

### 競走成績
| 出走日     | 競馬場             | 競走名                      | 格 | 距離  | 着順 | 騎手              | 着差       | 1着（2着）馬        |
| ---------- | ------------------ | --------------------------- | -- | ----- | ---- | ----------------- | ---------- | ------------------- |
| 2008.05.22 | チャーチルダウンズ | 未勝利                      |    | D4.5f | 6着  | B.ヘルナンデスJr. | 8 1/4馬身  | Songtress           |
| 2008.06.13 | チャーチルダウンズ | 未勝利                      |    | D5f   | 1着  | B.ヘルナンデスJr. | 1 3/4馬身  | (Best Lass)         |
| 2008.06.28 | チャーチルダウンズ | デビュータントS             | G3 | D6f   | 2着  | B.ヘルナンデスJr. | 1/2馬身    | Garden District     |
| 2008.10.17 | キーンランド       | 一般競走                    |    | AW6f  | 1着  | B.ヘルナンデスJr. | 3馬身      | (Argyle Pink)       |
| 2008.11.01 | チャーチルダウンズ | ポカホンタスS               | G3 | D8f   | 2着  | B.ヘルナンデスJr. | 3/4馬身    | Sara Louise         |
| 2008.11.29 | チャーチルダウンズ | ゴールデンロッドS           | G2 | D8.5f | 1着  | C.ボレル          | 4 3/4馬身  | (Sara Louise)       |
| 2009.02.15 | オークローンパーク | マーサワシントンS           |    | D8f   | 1着  | C.ボレル          | 8馬身      | (Afleet Deceit)     |
| 2009.03.14 | フェアグラウンズ   | フェアグラウンズオークス    | G2 | D8.5f | 1着  | C.ボレル          | 1 3/4馬身  | (Flying Spur)       |
| 2009.04.05 | オークローンパーク | ファンタジーS               | G2 | D8.5f | 1着  | C.ボレル          | 8 3/4馬身  | (Afleet Deceit)     |
| 2009.05.01 | チャーチルダウンズ | ケンタッキーオークス        | G1 | D9f   | 1着  | C.ボレル          | 20 1/4馬身 | (Stone Legacy)      |
| 2009.05.16 | ピムリコ           | プリークネスS               | G1 | D9.5f | 1着  | C.ボレル          | 1馬身      | (Mine That Bird)    |
| 2009.06.27 | ベルモントパーク   | マザーグースS               | G1 | D9f   | 1着  | C.ボレル          | 19 1/4馬身 | (Malibu Prayer)     |
| 2009.08.02 | モンマスパーク     | ハスケル招待S               | G1 | D9f   | 1着  | C.ボレル          | 6馬身      | (Summer Bird)       |
| 2009.09.05 | サラトガ           | ウッドワードS               | G1 | D9f   | 1着  | C.ボレル          | アタマ     | (Macho Again)       |
| 2010.03.13 | フェアグラウンズ   | ニューオリンズ・レディースS |    | D8.5f | 2着  | C.ボレル          | 3/4馬身    | Zardana             |
| 2010.04.30 | チャーチルダウンズ | ラトロワンヌS               | G2 | D8.5f | 2着  | C.ボレル          | アタマ     | Unrivaled Belle     |
| 2010.06.12 | チャーチルダウンズ | フラデリH                   | G2 | D9f   | 1着  | C.ボレル          | 10 1/2馬身 | (Distinctive Dixie) |
| 2010.07.24 | モンマスパーク     | レディーズシークレットS     |    | D9f   | 1着  | C.ボレル          | 3馬身      | (Queen Martha)      |
| 2010.08.29 | サラトガ           | パーソナルエンスンS         | G1 | D10f  | 2着  | C.ボレル          | 1馬身      | Persistently        |

## 血統表
| レイチェルアレクサンドラの血統（サドラーズウェルズ系 / Northern Dancer 4×4=12.50%、Sir Gaylord 5×5=6.25%） | レイチェルアレクサンドラの血統（サドラーズウェルズ系 / Northern Dancer 4×4=12.50%、Sir Gaylord 5×5=6.25%） | レイチェルアレクサンドラの血統（サドラーズウェルズ系 / Northern Dancer 4×4=12.50%、Sir Gaylord 5×5=6.25%） | （血統表の出典）        | （血統表の出典） |
| 父 Medaglia d'Oro 1999 黒鹿毛                                                                              | 父の父El Prado 1989 芦毛                                                                                   | Saddler's Wells                                                                                            | Northern Dancer         | Northern Dancer  |
| 父 Medaglia d'Oro 1999 黒鹿毛                                                                              | 父の父El Prado 1989 芦毛                                                                                   | Saddler's Wells                                                                                            | Fairy Bridge            |                  |
| 父 Medaglia d'Oro 1999 黒鹿毛                                                                              | 父の父El Prado 1989 芦毛                                                                                   | Lady Capulet                                                                                               | Sir Ivor                | Sir Ivor         |
| 父 Medaglia d'Oro 1999 黒鹿毛                                                                              | 父の父El Prado 1989 芦毛                                                                                   | Lady Capulet                                                                                               | Cap and Bells           |                  |
| 父 Medaglia d'Oro 1999 黒鹿毛                                                                              | 父の母Cappucino Bay 1989 鹿毛                                                                              | Bailjumper                                                                                                 | Damascus                | Damascus         |
| 父 Medaglia d'Oro 1999 黒鹿毛                                                                              | 父の母Cappucino Bay 1989 鹿毛                                                                              | Bailjumper                                                                                                 | Court Circuit           |                  |
| 父 Medaglia d'Oro 1999 黒鹿毛                                                                              | 父の母Cappucino Bay 1989 鹿毛                                                                              | Dubbed in                                                                                                  | Silent Screen           | Silent Screen    |
| 父 Medaglia d'Oro 1999 黒鹿毛                                                                              | 父の母Cappucino Bay 1989 鹿毛                                                                              | Dubbed in                                                                                                  | Society Singer          |                  |
| 母 Lotta Kim 2001 鹿毛                                                                                     | 母の父Roar 1993 鹿毛                                                                                       | *フォーティナイナー Forty Niner                                                                            | Mr. Prospector          | Mr. Prospector   |
| 母 Lotta Kim 2001 鹿毛                                                                                     | 母の父Roar 1993 鹿毛                                                                                       | *フォーティナイナー Forty Niner                                                                            | File                    |                  |
| 母 Lotta Kim 2001 鹿毛                                                                                     | 母の父Roar 1993 鹿毛                                                                                       | Wild Applause                                                                                              | Northern Dancer         | Northern Dancer  |
| 母 Lotta Kim 2001 鹿毛                                                                                     | 母の父Roar 1993 鹿毛                                                                                       | Wild Applause                                                                                              | Glowing Tribute         |                  |
| 母 Lotta Kim 2001 鹿毛                                                                                     | 母の母Kims Blues 1993 黒鹿毛                                                                               | Cure the Blues                                                                                             | Stop the Music          | Stop the Music   |
| 母 Lotta Kim 2001 鹿毛                                                                                     | 母の母Kims Blues 1993 黒鹿毛                                                                               | Cure the Blues                                                                                             | Quick Cure              |                  |
| 母 Lotta Kim 2001 鹿毛                                                                                     | 母の母Kims Blues 1993 黒鹿毛                                                                               | Early Decision                                                                                             | Lord Gaylord            | Lord Gaylord     |
| 母 Lotta Kim 2001 鹿毛                                                                                     | 母の母Kims Blues 1993 黒鹿毛                                                                               | Early Decision                                                                                             | Biscayne Missy F-No.1-o |                  |

血統背景
- 大叔父（祖母の半弟）、セカンドゲス（2000年栗駒賞、種牡馬）
- 10代母Speed Boatは1933年テストステークス優勝馬、11代母Friar's Carseは1925年アメリカ最優秀2歳牝馬。

## エピソード
アメリカのファッション雑誌『Vogue』は、2009年8月号に見開き2ページで「Black Beauty」と題し、本馬を取り上げた。